# Lago Chapo
Der Lago Chapo ist ein See im Süden Chiles in der Provinz Llanquihue in der Región de los Lagos.
Der See liegt 150 km südwestlich von Puerto Varas, 43 km nordwestlich Puerto Montt. Er liegt unmittelbar südöstlich des Vulkans Calbuco und südlich des Lago Llanquihue mit seinem Nationalpark. Südlich des Sees befindet sich der Alerce-Andino-Nationalpark.
Der See ist 55 km² groß, maximal 17 km lang und 5 km breit; er befindet sich auf 240 m ü. NN und die Wassertemperatur schwankt zwischen 9 °C im Winter und 18 °C im Sommer. Der Wasserstand des Sees schwankt durch den Betrieb des Kraftwerks Canutillar.
Es gibt Wassersportmöglichkeiten und Gelegenheit zum Fliegenfischen, u. a. auf die Regenbogenforelle. Den Abfluss des Sees nimmt das Reloncaví-Ästuar auf.